# Elisabeth Hudtwalcker
Elisabeth Hudtwalcker, geborene Moller vom Baum, (* 6. Juli 1752 in Hamburg; † 22. November 1804 ebenda) war eine deutsche Künstlerin.

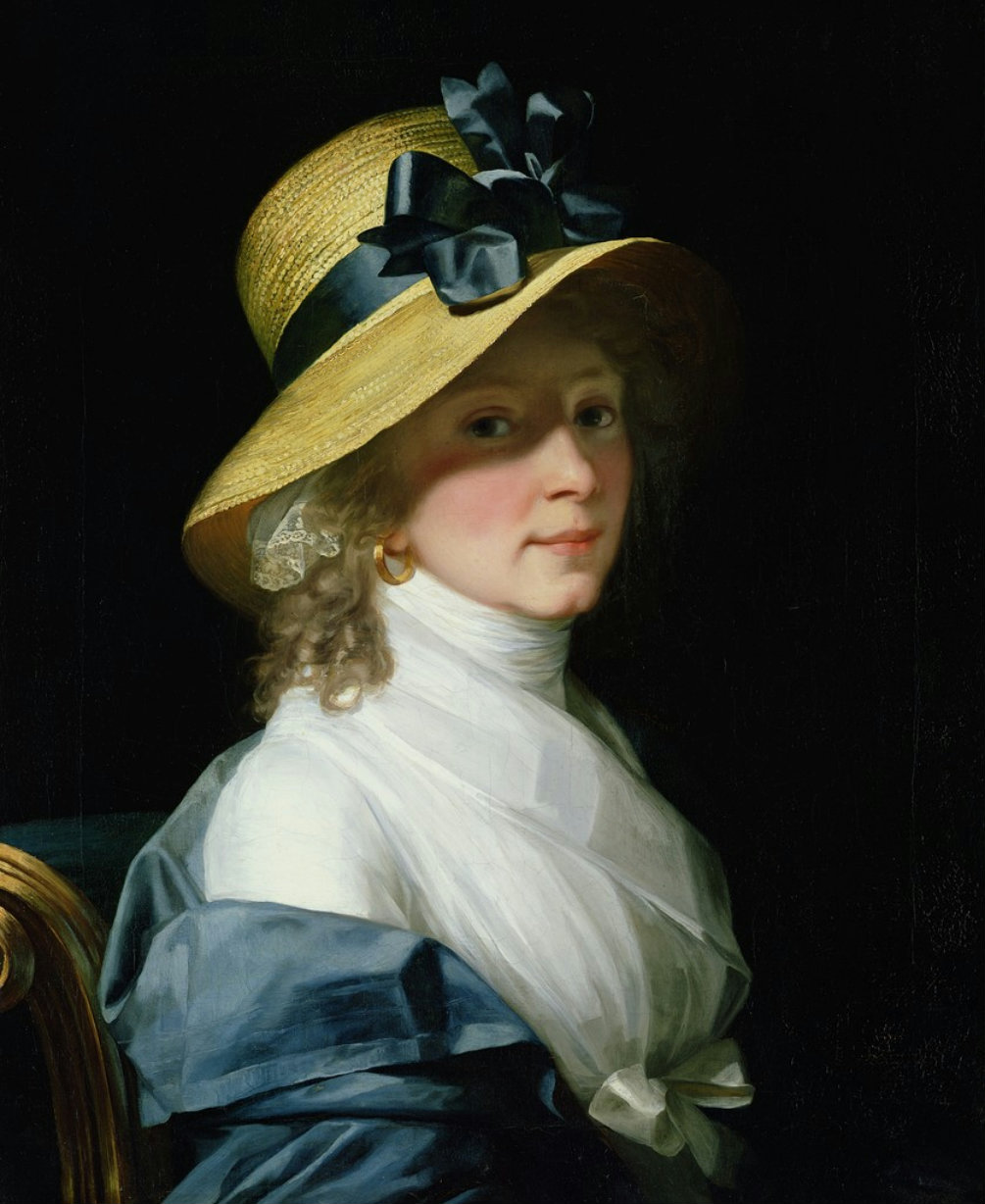
Elisabeth Hudtwalcker, Gemälde von Jean-Laurent Mosnier

## Leben und Wirken
Sie war eine Tochter von Vincent Moller (1724–1754) und dessen Ehefrau Hedwig, geborene Thuun. Sie stammte aus dem Hamburger Hanseatengeschlecht Moller vom Baum. Ihr Großvater war der Ratsherr Ulrich Moller und ihr Onkel der Kaufmann Ulrich Moller. Sie hatte zwei ältere Geschwister. Vincent Moller starb zwei Jahre nach der Geburt seiner jüngsten Tochter. Elisabeth Moller erhielt eine musikalische Ausbildung sowie Malunterricht. Sie freundete sich mit Margarethe Elisabeth Hudtwalcker (1748–1794) an, die eine Schwester von Johann Michael Hudtwalcker war. Elisabeth Moller heiratete Johann Michael Hudtwalcker 1775 und zog mit ihm in das Elternhaus seines Vaters, das in Katharinenstraße 83 lag. Da sie verheiratet, aber noch nicht Mutter war, konnte Elisabeth Hudtwalker in ihrer Freizeit malen. Neben Kopien mittels Kreide erwarb sie Kenntnisse, Bilder der Natur nachzuempfinden.

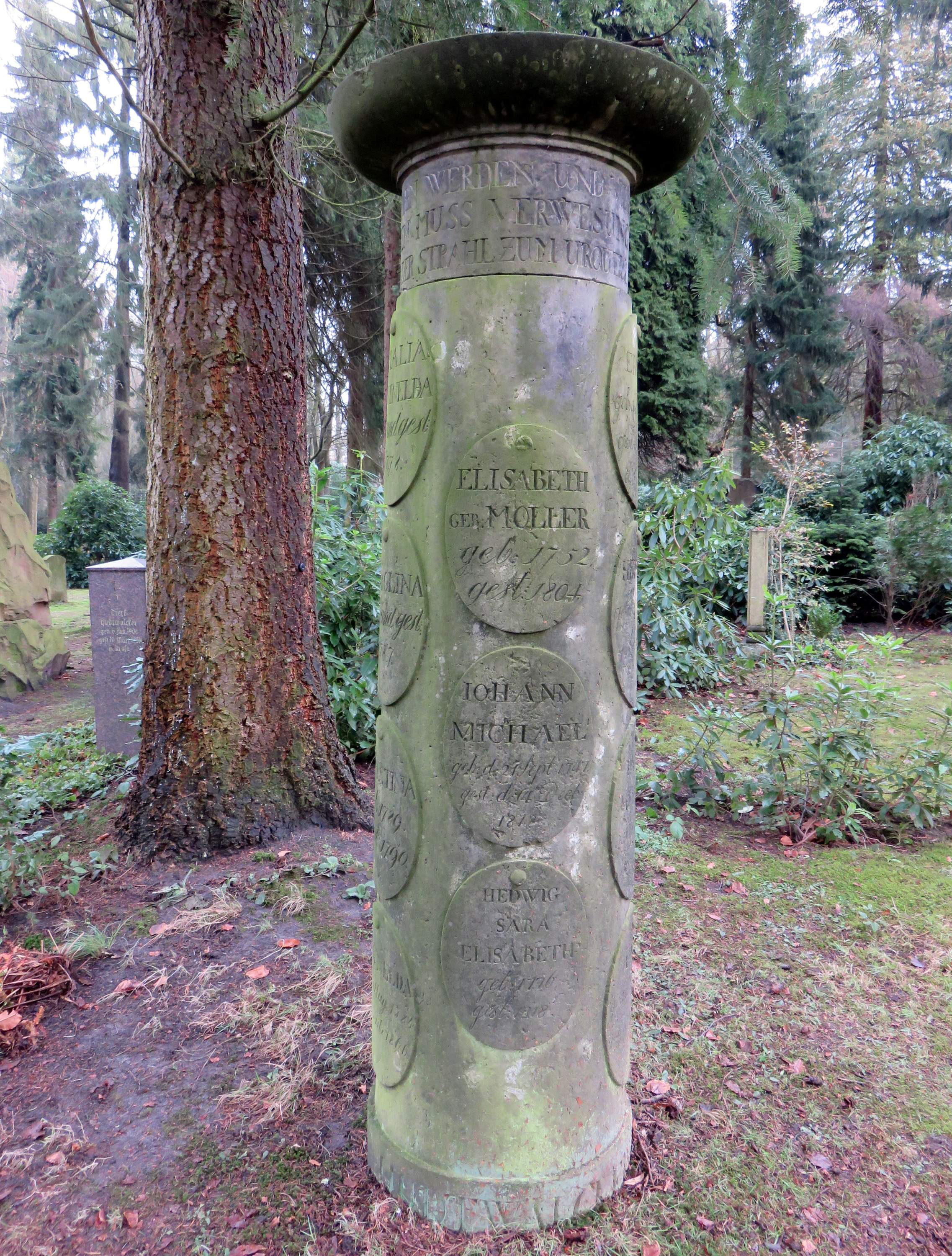
Hudtwalckersäule auf dem Ohlsdorfer Friedhof

1776 war Elisabeth Hudtwalcker erstmals schwanger und bekam bis zum 37. Lebensjahr insgesamt neun Kinder. Da sie einen großen Haushalt zu führen hatte, fand sie zunächst wenig Zeit für weitere Gemälde. „Mutter war sie mehr als Künstler“ sagte ihr Ehemann über seine Gattin. In späteren Jahren nahm sie die Malerei wieder auf, tat dies jedoch aufgrund der anfallenden Hausarbeit in den frühen Morgenstunden. Da sie nicht wusste, wann sie das Malen unterbrechen musste, verwendete sie nur selten Ölfarben. Stattdessen nahm sie Unterricht zur Verwendung von Wasserfarbe. 1788 erkrankte Hudtwalcker an Fieber aufgrund einer Entzündung. Ein Jahr später verstarb ihr jüngstes Kind im ersten Lebensjahr. Um davon Abstand zu bekommen, reiste sie 1790 zusammen mit ihrem Ehemann durch Deutschland. Dabei besuchten sie Freunde und Künstler wie Johann Gottfried Schadow und Daniel Chodowiecki.

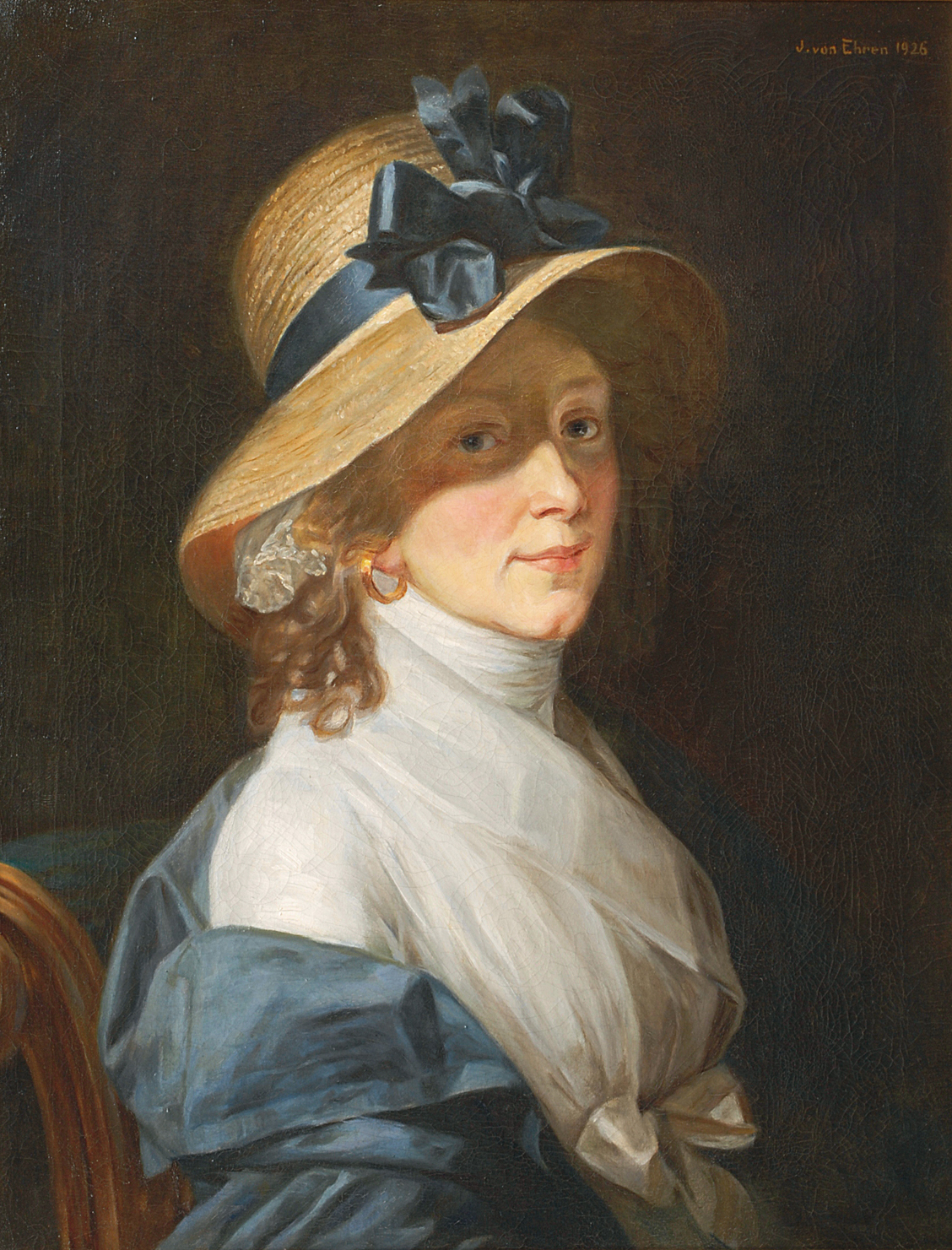
Elisabeth Hudtwalcker, Kopie des Gemäldes von Jean-Laurent Mosnier, von Julius von Ehren

1804 erkrankte Elisabeth Hudtwalcker erneut an Fieber und verstarb sieben Tage später. Ihr Ehemann ließ auf dem damaligen St. Catharinen Kirchhof eine Grabmalsäule errichten, heute neben der Hudtwalcker-Familiengrabstätte auf dem Hamburger Friedhof Ohlsdorf, Lageplan: W21.
Jean-Laurent Mosnier erstellte 1798 ein Porträt von Elisabeth Hudtwalckers, das heute in der Hamburger Kunsthalle zu sehen ist. 1926 kopierte es Julius von Ehren in der Kunsthalle. Von ihr selbst erstellte Bilder sind nicht bekannt.
Martin Hieronymus Hudtwalcker und Nicolaus Hudtwalcker waren ihre Neffen und Christian Martin Hudtwalcker ein Schwager.